# Melora Walters
Melora Walters (Darã, 21 de outubro de 1959) é atriz norte-americana.